# Paolo Milanoli
Paolo Milanoli, född den 7 december 1979 i Alessandria, Italien, är en italiensk fäktare som tog OS-guld i herrarnas lagtävling i värja i samband med de olympiska fäktningstävlingarna 2000 i Sydney.